# Lac Mesplet
Pour les articles homonymes, voir Mesplet.
Le lac Mesplet est un plan d'eau douce, dans la partie Nord-Est du territoire de Senneterre (ville), dans la municipalité régionale de comté (MRC) de La Vallée-de-l'Or, dans la région administrative du Abitibi-Témiscamingue, dans la province de Québec, au Canada.
Le lac Mesplet est situé dans le canton de Mesplet et de Masères. La foresterie constitue la principale activité économique du secteur. Les activités récréotouristiques arrivent en second. Le lac Mesplet est intégré à la Réserve de biodiversité du Lac Saint-Cyr.
Le bassin versant du lac Mesplet est accessible grâce à une route forestière (sens Nord-Sud) qui passe sur le côté Est de la vallée de la rivière Saint-Cyr Sud ; en sus, une autre route forestière (sens Est-Ouest) dessert le Nord de la Réserve de biodiversité du Lac Saint-Cyr.
La surface du lac Mesplet est habituellement gelée du début novembre à la mi-mai, toutefois la circulation sécuritaire sur la glace se fait généralement de la mi-novembre à la mi-avril.

## Géographie
Le lac Mesplet comporte une longueur totale de 20,3 km et une largeur maximale de 4,2 km. Du côté Nord-Est, ce lac compte une zone de marais. La surface de ce lac est une altitude : 393 m comme les autres plans d’eau environnants. Ayant une configuration complexe, ce lac ressemble à un grand S couché dont l’extrémité au Nord-Ouest est formé par la Baie des Cèdres (longueur : 4,1 km) et la baie de la Truite (longueur : 2,3 km). L’extrémité au Sud-Est comporte une baie (longueur : 3,1 km) isolée entourée de marais.
L’embouchure du lac Mesplet est localisée au centre de la rive Sud du lac. De là, le courant traverse vers le Sud la « Passe Mesplet » (longueur : 2,1 km), qui le relie au lac Cherrier. Cette embouchure du lac Mesplet est à :
- 14,3 km au Nord de l’embouchure du lac Cherrier ;
- 19,2 km au Nord-Est de la confluence de la rivière Saint-Cyr Sud avec la rivière Mégiscane ;
- 24,1 km au Nord-Est de l’embouchure du lac Mégiscane lequel est traversé par la rivière Mégiscane ;
- 106,1 km au Nord-Est de l’embouchure de la rivière Mégiscane (confluence avec le lac Parent (Abitibi) ;
- 360,4 km au Sud-Est de l’embouchure de la rivière Nottaway (confluence avec la Baie de Rupert) ;
- 62,2 km à l’Ouest du centre du village de Obedjiwan ;
- 95,5 km à l’Est du centre du village de Lebel-sur-Quévillon[1].

Les principaux bassins versants voisins du lac Mesplet sont :
- côté nord : lac aux Loutres, rivière Macho, rivière au Panache, rivière Fortier ;
- côté est : lac Robertine, lac Barry (rivière Saint-Cyr Sud), lac Bailly (rivière Saint-Cyr Sud), rivière Saint-Cyr Sud, rivière de l'Aigle (lac Doda), rivière Pascagama ;
- côté sud : lac Cherrier, rivière Saint-Cyr Sud, lac Canusio, lac Mégiscane, rivière Mégiscane, rivière Kekek ;
- côté ouest : lac Masères, rivière Closse, rivière Macho, rivière Wetetnagami, rivière Mégiscane.

## Toponymie
L’hydronyme « lac Mesplet » est lié à celui du canton de Mesplet.
Le toponyme "lac Mesplet" a été officialisé le 5 décembre 1968 par la Commission de toponymie du Québec, soit lors de sa création.